# Valerio Colotti
Valerio Colotti, född 19 april 1925, död 19 januari 2008, var en italiensk ingenjör. Efter andra världskriget arbetade han för Ferrari och Maserati innan han grundade sitt eget företag Studio Tecnica Meccanica, förkortat Tec-Mec.